# Drăgotești (Gorj)
Pour l’article homonyme, voir Drăgotești.
Drăgotești est une commune roumaine située dans le județ de Gorj.